# Bostrodes
Bostrodes is een geslacht van vlinders van de familie Uilen (Noctuidae), uit de onderfamilie Acontiinae.

## Soorten
- B. proleuca Hampson, 1910
- B. rubrifusa Hampson, 1906
- B. rufisecta Warren, 1912
- B. sagittaria Warren, 1912
- B. tenuilinea Warren, 1913